# Балтакса, Матан
Матан Балтакса (ивр. מתן בלטקסה‎; род. 20 сентября 1995, Шохам, Израиль) — израильский футболист, защитник тель-авивского «Маккаби».

## Клубная карьера
Балтакса — воспитанник клуба «Хапоэль (Петах-Тиква)». 31 января 2015 года в матче против «Маккаби» Нетания он дебютировал в израильской Премьер-Лиге. В 2017 году стал игроком «Маккаби (Тель-Авив)». 5 ноября 2020 года в матче против испанского клуба «Вильярреал» он дебютировал в Лиге Европы УЕФА.
В июле 2022 года на правах свободного агента стал игроком австрийского клуба «Аустрия» (Вена). 12 февраля 2023 года в матче против «Клагенфурта» он дебютировал австрийской Бундеслиге. 7 мая, Балтакса первый гол в составе венского клуба.

## Карьера в сборной
9 июня 2021 года в товарищеском матче против сборной Португалии, Балтакса дебютировал в составе национальной сборной Израиля.